# João Carvalho Pina
João Carvalho Pina (Lisboa, 1980), também conhecido como simplesmente João Pina, é um fotógrafo freelancer português.

## Carreira
Carvalho Pina começou a trabalhar na área da fotografia aos dezoito anos, tendo frequentado o AR.CO. Paralelamente, estudou Gestão de Marketing.
Posteriormente, formou-se no programa de Fotojornalismo e Fotografia Documental do International Center of Photography em Nova Iorque, em 2005. As fotografias de Carvalho Pina já foram publicadas no El Pais, Expresso, GEO, La Vanguardia, New York Times, New Yorker, Newsweek, Stern, Time ou Visão, entre outros.
O seu trabalho foi exibido na Open Society Foundations (Nova Iorque), International Center of Photography (Nova York), Point of View Gallery (Nova Iorque), Howard Greenberg Gallery (Nova Iorque), King Juan Carlos Center – NYU (Nova Iorque), Canon Gallery (Tóquio), Museu de Arte Moderna (Rio de Janeiro), Museo de Arte do Rio (Rio de Janeiro), Paço das Artes (São Paulo), Centro de Fotografia (Montevidéu), Museo de la Memoria y los Derechos Humanos (Santiago do Chile), Parque de la Memoria (Buenos Aires), Torreão Poente – Museu de Lisboa (Lisboa), KGaleria (Lisboa), Centro Português de Fotografia (Porto), Visa pour L'Image (Perpignan), e Reencontres d'Arles (Arles).
Em 2007, publicou o seu primeiro livro, "Por Teu Livre Pensamento", com histórias de vinte e cinco ex-presos políticos portugueses. Este projeto inspirou uma campanha publicitária da Amnistia Internacional que lhe valeu o Leão de Ouro no Festival Internacional de Criatividade Cannes Lions 2011 e o OSF – Moving Walls 21, em 2013. Também recebeu a bolsa Estação Imagem em 2010 e foi finalista nos prémios Henri Nannen e Care, em 2011, e o Alexandra Boulat Grant, em 2009.
Em 2014, concluiu o seu mais longo projeto pessoal, documentando os resquícios da Operação Condor, uma operação militar secreta em grande escala para eliminar a oposição política às ditaduras militares na América do Sul durante a década de 1970, resultando em seu segundo livro "Condor".
O seu terceiro livro, "46750", publicado na Primavera de 2018, enfoca a violência urbana no Rio de Janeiro, Brasil, e a transformação da cidade ao longo da última década, enquanto se preparava para o Mundial de Futebol de 2014 e para os Jogos Olímpicos de 2016. Em 2024 lança "Tarrafal".
Carvalho Pina foi Nieman Fellow na Universidade de Harvard no ano letivo de 2017/2018 e é membro do corpo docente do International Center of Photography, em Nova Iorque, além de palestrante regular e professor de workshops de fotografia.
Em 2003, venceu o 1.º Prémio na categoria de notícias no Prémio de Fotojornalismo da Visão, em Portugal, e, no ano seguinte, repetiu a façanha na categoria de espetáculos no mesmo prémio. Em 2017, vence Prémio Estação Imagem.
Em 2011, foi selecionado para a lista de nomeados do Prémio Henri Nannen. Foi um dos fotógrafos da agência Kameraphoto, entretanto extinta.

## Vida pessoal
Carvalho Pina é filho de Joaquim Pina Moura, falecido em 2020, um economista e político português, figura proeminente do Partido Socialista (Portugal), que foi Ministro da Economia e Ministro das Finanças em governos socialistas.